# Дрвар (община)
Дрвар (босн. и хорв. Opština Drvar, серб. Општина Дрвара) — боснийская община в составе Федерации Боснии и Герцеговины, расположенная в западной части Боснии и Герцеговины. Административным центром является город Дрвар.

## История
После заключения в 1995 году Дейтонских соглашений община была разделена на три части: 13 сёл на северо-западе были переданы в состав общины Бихач, а три села на юго-востоке были выделены в общину Источни-Дрвар, переданную в состав Республики Сербской.

## Население
Население общины в старых (до 1995 года) границах:
Данные по населению территории в современных границах: